# Кен Мак-Лауд
Кеннет Макрей Маклауд (англ. Kenneth Macrae MacLeod, н. 2 серпня 1954 р., м. Сторновей, Росс-енд-Кромарті, Шотландія, Велика Британія) — шотландський письменник-фантаст, що працює у жанрах строгої наукової фантастики і космічної опери. Представник нового покоління британської наукової фантастики. У своїх творах часто торкається політичних і соціологічних питань.

## Біографія
Маклеод народився в Сторновей, Шотландія, 2 серпня 1954 року. Закінчив Університет Глазго за спеціальністю зоологія, працював комп'ютерним програмістом і написав магістерську дисертацію з біомеханіки. Він був троцькістським активістом у 1970-х і на початку 1980-х років, одружений і має двох дітей. Він жив у Південному Квінзферрі поблизу Единбурга, а в червні 2017 року переїхав до Гурока, що на березі Ферт-оф-Клайд.
Маклеод виступає проти незалежності Шотландії.

## Інтернет-ресурси
- Ken MacLeod's Weblog [Архівовано 23 вересня 2010 у Wayback Machine.]
- Ken MacLeod's page at Macmillan.com [Архівовано 17 травня 2019 у Wayback Machine.]
- Кен Мак-Лауд на сайті Internet Speculative Fiction Database (англ.)

- The Human Genre Project [Архівовано 31 грудня 2017 у Wayback Machine.], a collection of works on genetic themes, collated and maintained by MacLeod

| Письменник | Це незавершена стаття про письменника. Ви можете допомогти проєкту, виправивши або дописавши її. |